# Crash and Burn (Pat Travers)
Heat in the Street è il secondo album della Pat Travers Band, pubblicato nel 1980.

## Tracce
1. Crash and Burn – 3:57
2. Your Love Can Be Wright – 3:20
3. Snortin' Whiskey – 3:32
4. Born Under a Bad Sign – 3:41
5. Is This Love – 4:13
6. The Big Event – 6:09
7. Love Will Make You Strong – 4:11
8. One for Me and One for You – 3:34
9. Hungry for Love – 3:57
10. Material Eyes – 3:18

## Formazione
- Pat Travers – voce, chitarra
- Pat Thrall – chitarra
- Pete Cowling – basso
- Tommy Aldridge – batteria